# Antoine Coypel
Antoine Coypel (1661-1722) fue un pintor barroco francés, nacido y muerto en París.

## Biografía y obra
Miembro de una familia de artistas, era hijo de Noël Coypel, con quien se formó. Con solo once años acompañó a su padre cuando este fue nombrado director de la Academia francesa en Roma, dando pronto muestras de su capacitación para la pintura y recibiendo incluso las alabanzas de Gianlorenzo Bernini. Pasó tres años en Roma y uno más en el norte de Italia, estudiando la pintura de Correggio y los maestros venecianos, antes de regresar a Francia en 1676.
El cruce de las influencias recibidas en Italia con el academicismo imperante en Francia, al estilo clasicista de Nicolas Poussin, hará de Coypel un pintor ecléctico, aunque siempre con cierta tendencia al colorismo, como se advierte en Luis XIV descansando después de la paz de Nimega, composición alegórica típica de la época presentada en 1681 con motivo de su aceptación en la Real Academia de Pintura y Escultura. El 1685 se convirtió en el pintor oficial de la casa de Orléans.
Esa inclinación al colorismo le llevará en la década de 1690 a aproximarse a la obra de Rubens, de la que el Demócrito de 1692 (Museo del Louvre) es, en opinión de Anthony Blunt, poco más que un «pastiche». 
Protegido del Gran Delfín, de Monsieur y de su hijo el duque de Chartres, en 1700 intervino en la decoración del castillo de Meudon con una serie de paneles dedicados a la historia de Cupido y Psique. Con el mismo estilo ampuloso y teatral, pero dando la espalda a Rubens para acercarse al barroco romano de Baciccio, pintó en 1708 el techo de la capilla del Palacio de Versalles, la más plenamente barroca de las decoraciones francesas de la época. Otra obra destacada, realizada a partir de 1702 y solo parcialmente conservada, fueron los paneles de gran tamaño sobre el tema de La Eneida, hechos para adornar la gran galería del Palais-Royal en París, por encargo del duque de Orleans.
El Museo del Prado de Madrid conserva una monumental y colorista Susana acusada ante el tribunal de su mano, muy representativa de su estilo y considerada una de sus obras más importantes.

## Dibujos
Coypel fue uno de los principales dibujantes de su generación. Cerca de 500 de sus dibujos sobreviven, muchos de ellos guardados en el Louvre. Comprenden estudios de figuras y dibujos preparatorios para sus pinturas. Era particularmente hábil en el uso de lápices de colores y tizas.